# Prasat Ta Leng

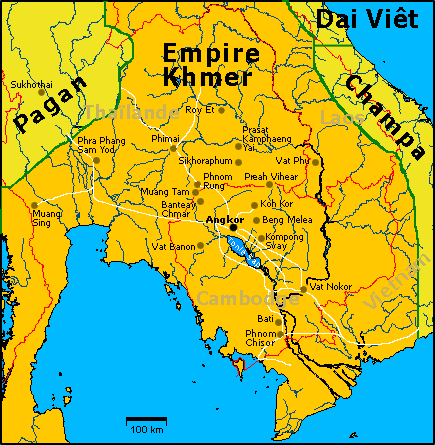
Principaux sites khmers

Le Prasat Ta leng est un bâtiment khmer en grès datant du XIe siècle, situé à l'ouest de Khukhan, dans la Province de Si Saket. Il est composé d'un prang unique orienté à l'est et était entouré de douves. Sur place, quelques linteaux de style Baphuon représentant un Kâla surmonté d'une divinité indéterminée, Indra sur l'éléphant Airavata et Brahma sur le cygne ou l'oie Hamsa.

## Photographies

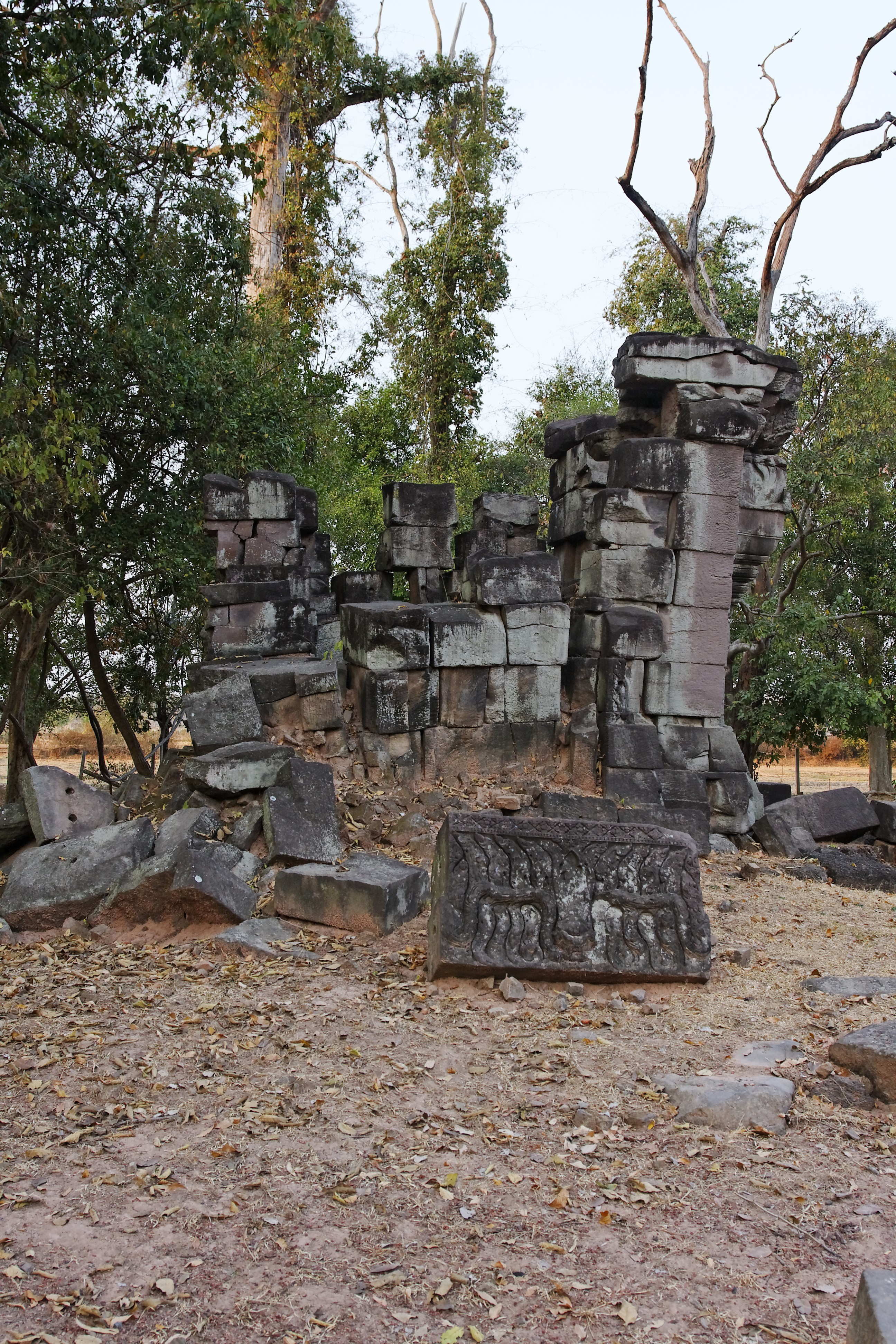
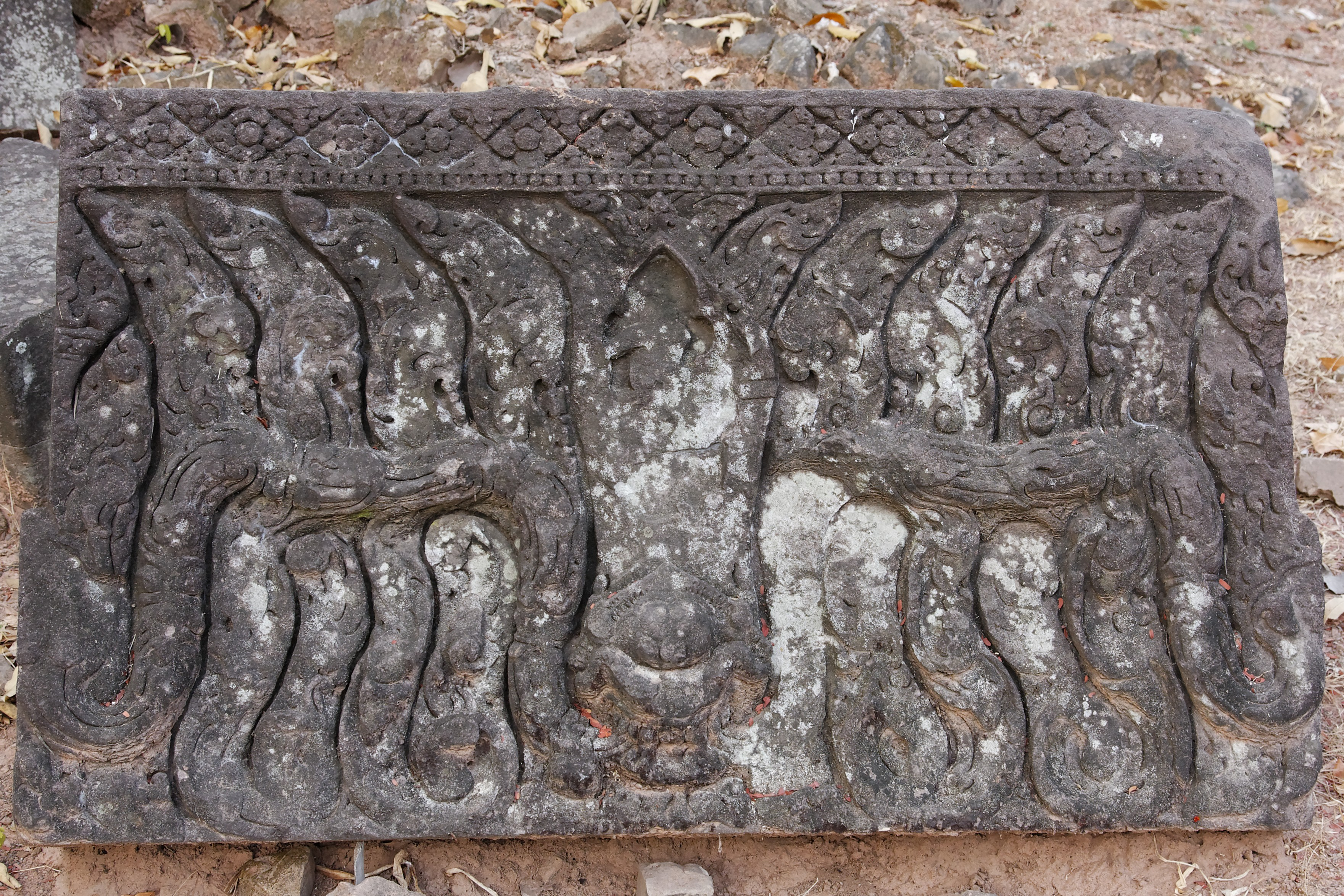
Linteau: Kâla surmonté d'une divinité
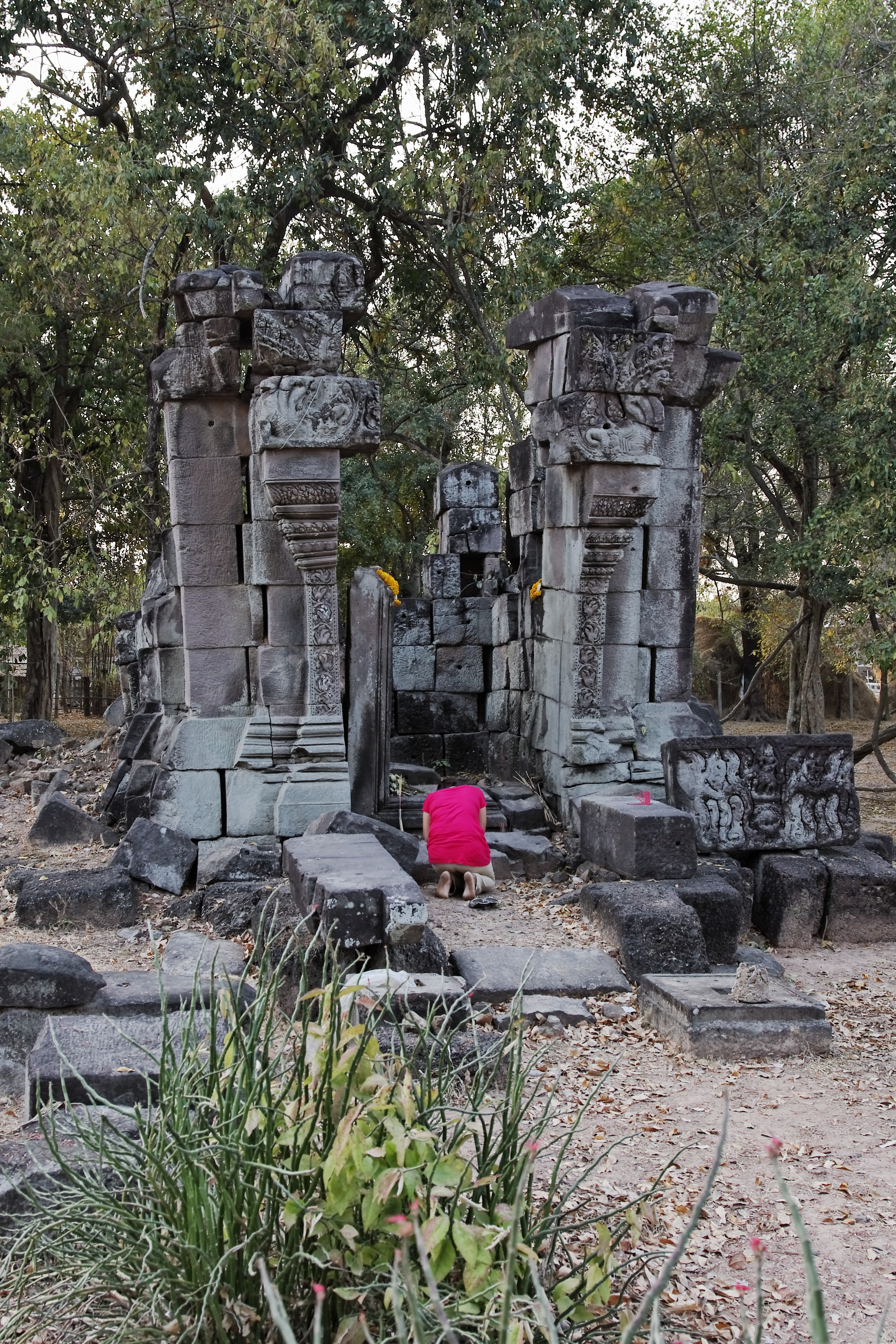
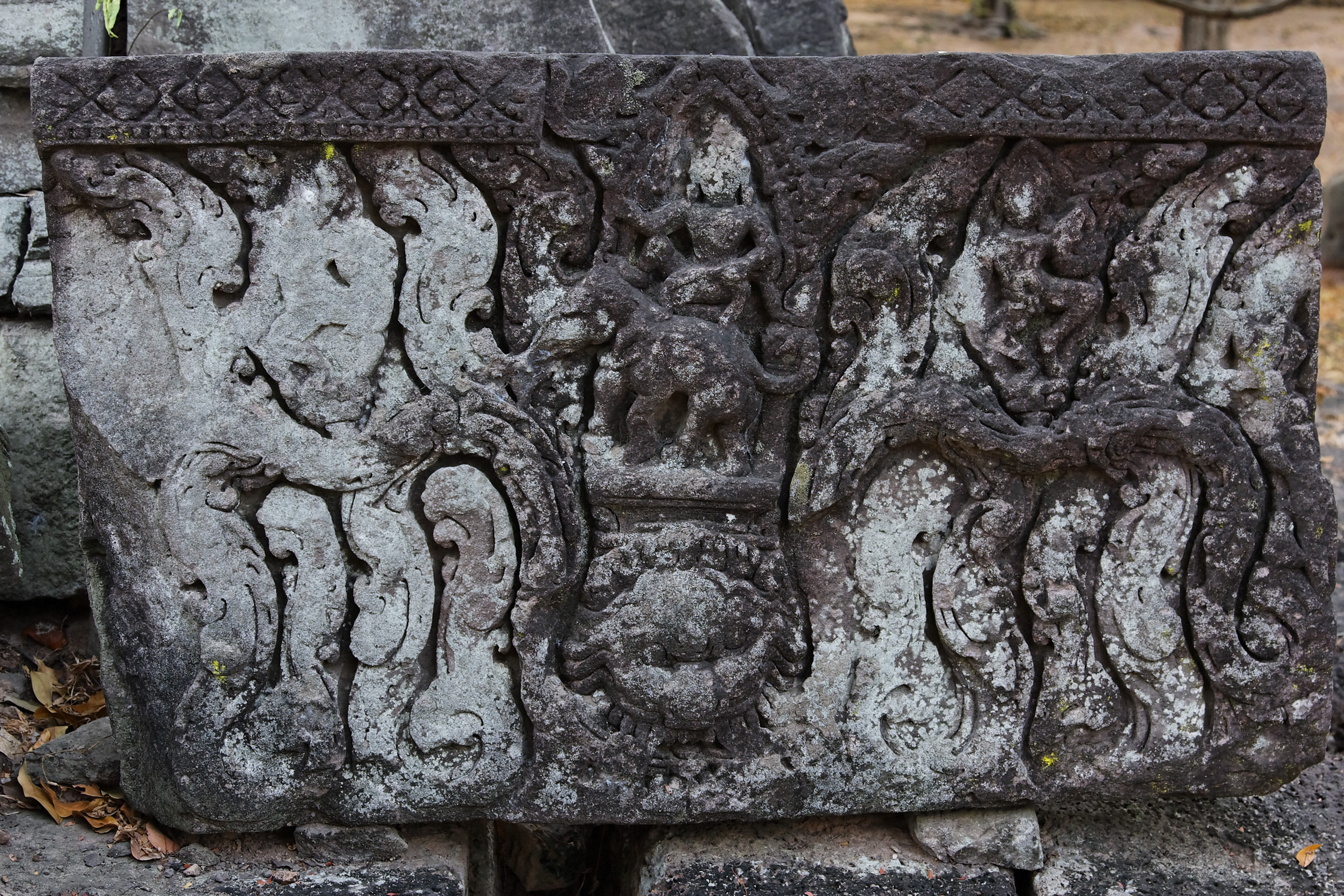
Linteau: Indra sur l'éléphant Airavata, au-dessus d'un Kâla
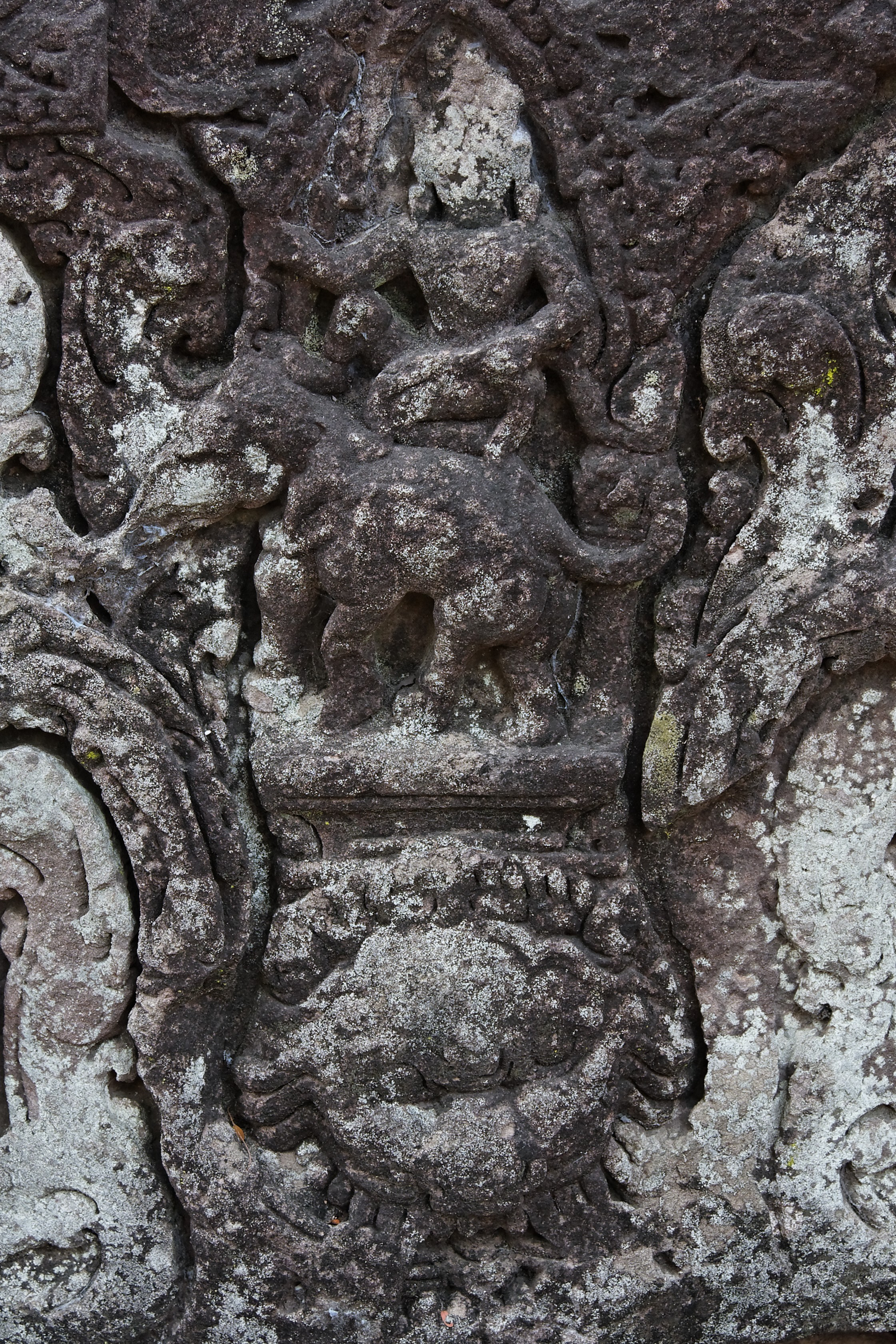
Linteau: Indra sur l'éléphant Airavata (détail), au-dessus d'un Kâla
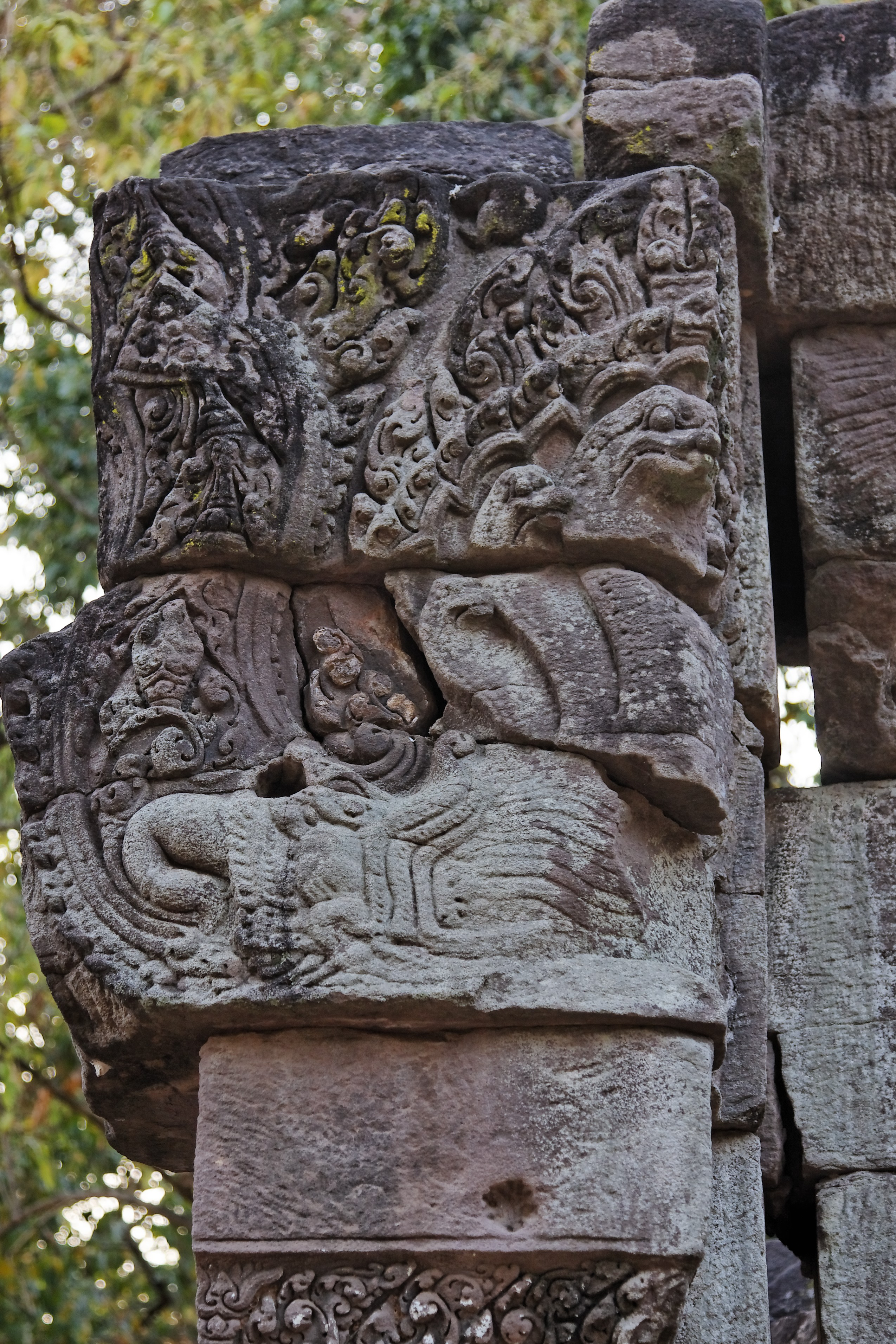
Nâga à cinq têtes "avalé" par un Makara
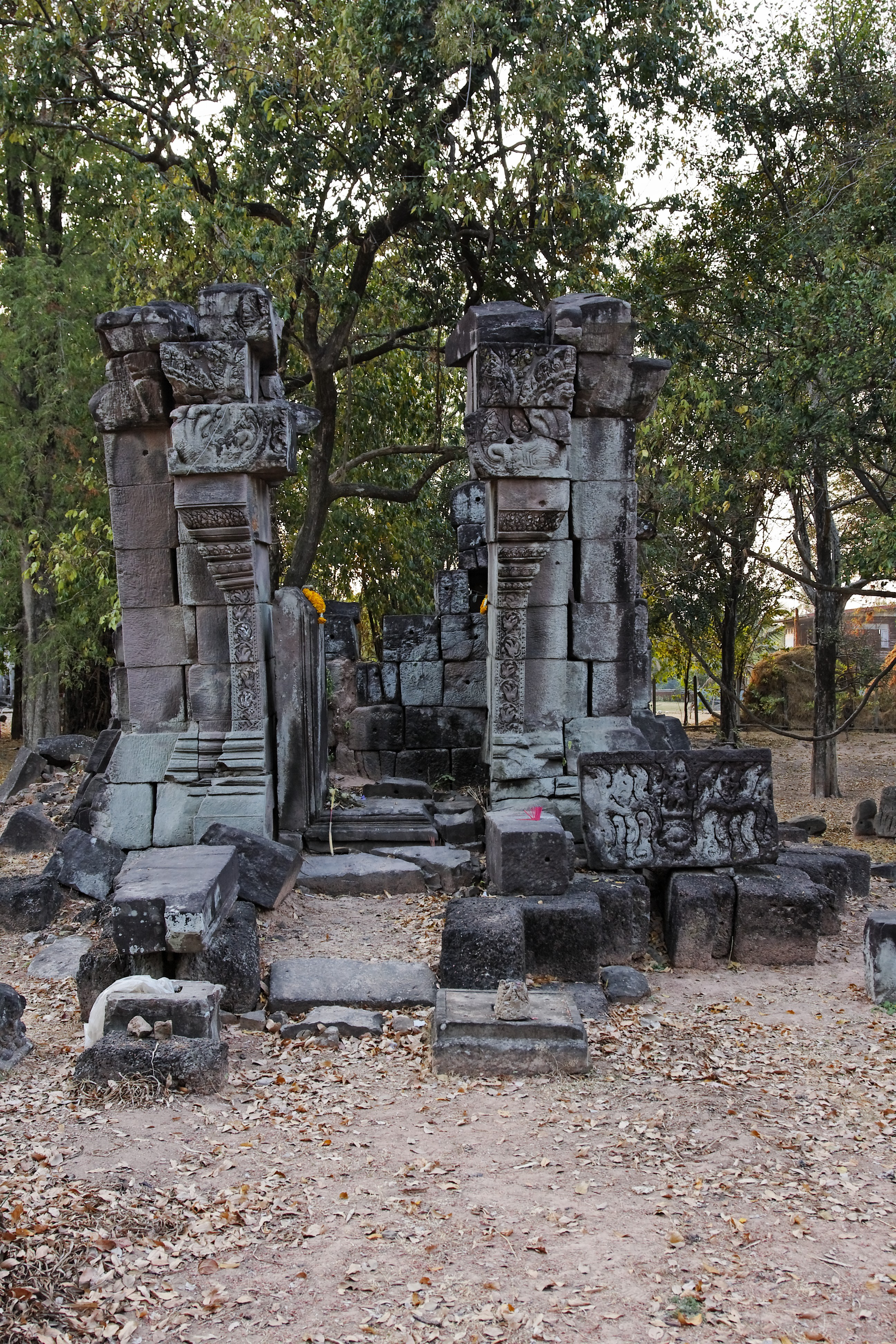
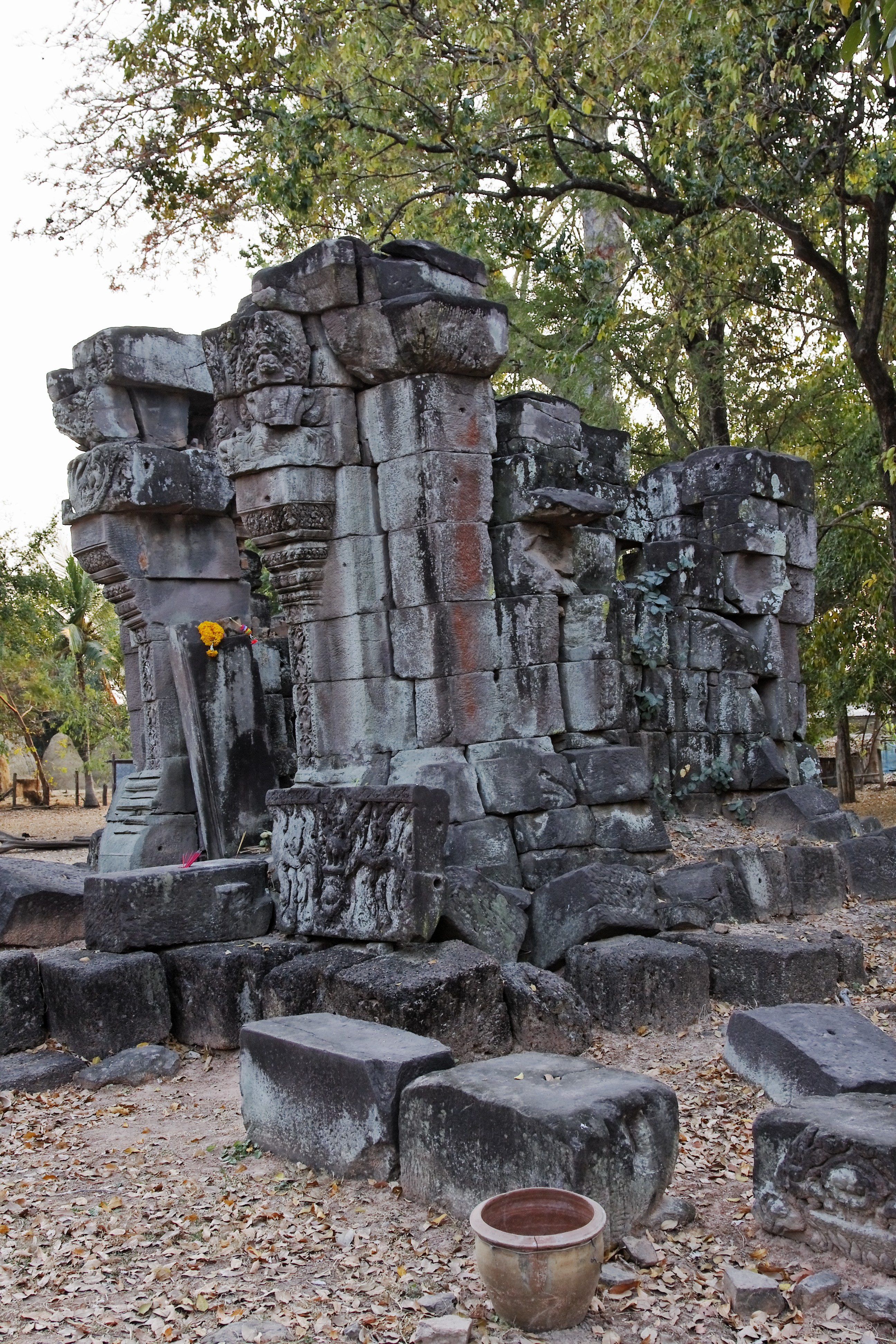
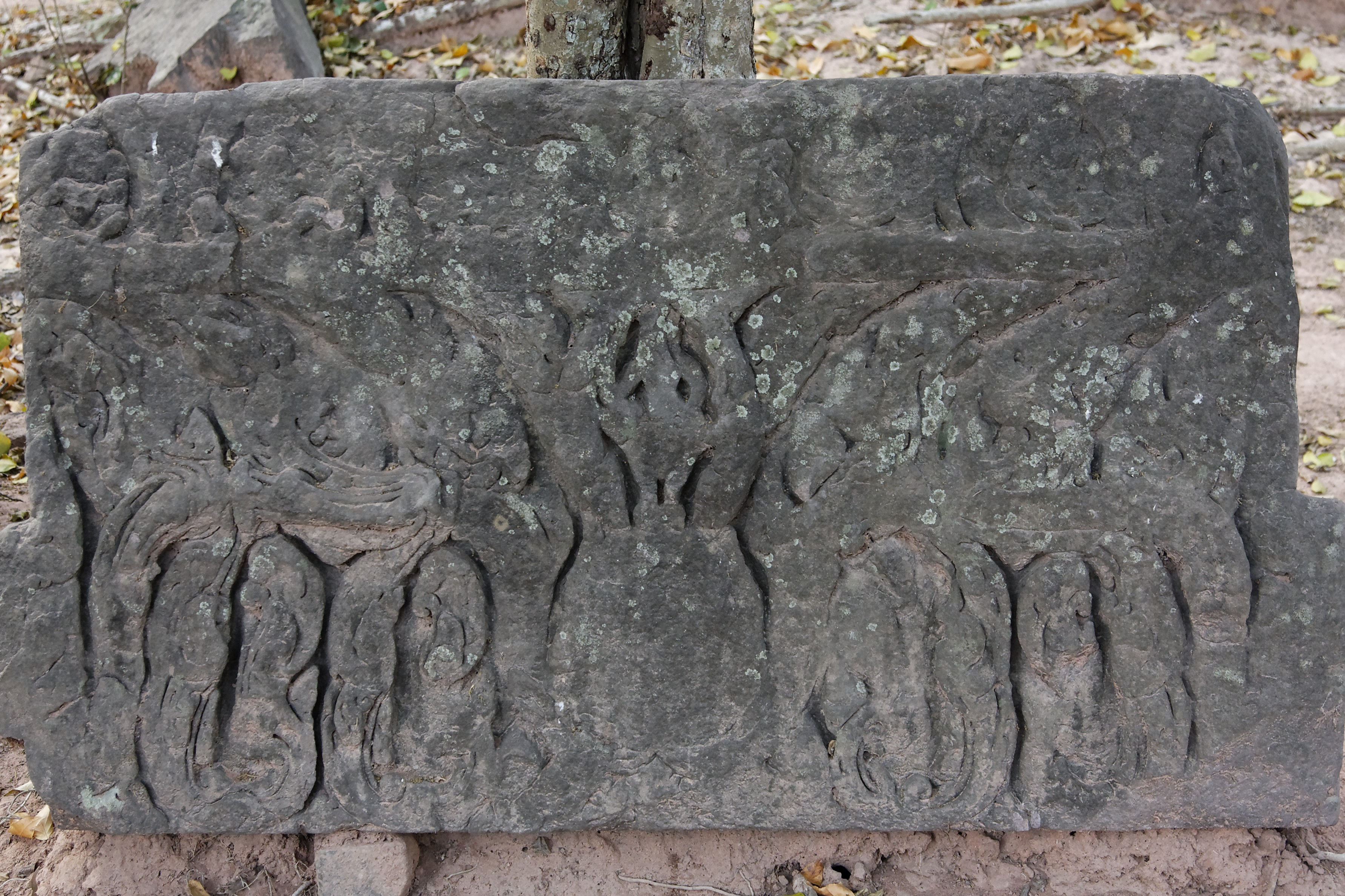
Linteau: Brahma sur le cygne (ou l'oie) Hamsa